# Potsdam (Ohio)
Potsdam és una població dels Estats Units a l'estat d'Ohio. Segons el cens del 2000 tenia 203 habitants.

## Demografia
Segons el cens del 2000, Potsdam tenia 203 habitants, 66 habitatges, i 51 famílies. La densitat de població era de 170,4 habitants per km².
Dels 66 habitatges en un 47% hi vivien nens de menys de 18 anys, en un 63,6% hi vivien parelles casades, en un 12,1% dones solteres, i en un 22,7% no eren unitats familiars. En el 21,2% dels habitatges hi vivien persones soles el 3% de les quals corresponia a persones de 65 anys o més que vivien soles. El nombre mitjà de persones vivint en cada habitatge era de 3,08 i el nombre mitjà de persones que vivien en cada família era de 3,57.
Per edats la població es repartia de la següent manera: un 36,5% tenia menys de 18 anys, un 5,4% entre 18 i 24, un 32,5% entre 25 i 44, un 17,2% de 45 a 60 i un 8,4% 65 anys o més.
L'edat mediana era de 36 anys. Per cada 100 dones de 18 o més anys hi havia 115 homes.
La renda mediana per habitatge era de 44.375 $ i la renda mediana per família de 48.333 $. Els homes tenien una renda mediana de 46.875 $ mentre que les dones 30.625 $. La renda per capita de la població era de 17.854 $. Aproximadament el 4,8% de les famílies i el 6,9% de la població estaven per davall del llindar de pobresa.

## Poblacions properes
El següent diagrama mostra les poblacions més properes.